# 圣马丹德塞斯卡 (吉伦特省)
圣马丹德塞斯卡（法語：Saint-Martin-de-Sescas）是法国吉伦特省的一个市镇，属于朗贡区（Langon）圣马凯尔县（Saint-Macaire）。该市镇总面积8.19平方公里，2009年时的人口为519人。

## 人口
圣马丹德塞斯卡人口变化图示